# Родригеш Гашпар, Алфреду
Алфреду Родригеш Гашпар (порт. Alfredo Rodrigues Gaspar, 8 декабря 1865, Фуншал — 30 ноября 1938, Лиссабон) — португальский военный и политик. Родригеш Гашпар был главой правительства (премьер-министром) одного из многих правительств Первой Португальской республики.

## Биография
Он родился 8 августа 1865 года в районе Пенья-де-Франса, на территории современной фрегезии Се, в Фуншале, в семье плотника Мануэля Родригеша Гашпара и Марии Августы.
Он был председателем Совета министров (премьер-министром) в одном из многих правительств Первой Португальской республики с 6 июля 1924 года по 22 ноября 1924 года. Он также был министром сельского хозяйства с 6 по 22 июля 1924 года.
Политическая нестабильность Первой республики заставила его занять должности министра образования, министра колоний и последнего председателя палаты депутатов. Он также был преподавателем в военно-морском училище.
На момент своей смерти, 30 ноября 1938 года, он был директором Лаборатории взрывчатых веществ ВМФ и президентом Технической комиссии морской артиллерии, занимая должность капитана в отставке.

## Личная жизнь
Он был женат на Каролине Марии Сааведре, сестре Томаса Оскара Пинту да Кунья Сааведра, барона Сааведры.

## Награды

### Национальные ордена
- Кавалер Ависского ордена, (11 марта 1919)[6]
- Град-офицер Ависского ордена (19 октября 1920)[6]
- Большой крест ордена Христа (24 июня 1932)[7]